# Alejandro Toledo and the Magic Tombolinos
Alejandro Toledo and The Magic Tombolinos sono una band multiculturale di cinque componenti nata a Londra, Regno Unito.
Sono noti per le loro performance stravaganti ed energiche e la loro fusione di generi. La musica combina elementi di Folk Balcanico con musica western, fondendo musica classica con la cultura rock, punk e stili vari da tutto il mondo.
Nel 2010 la band è stata selezionata per la gara Fiat Evo Music Rooms come una delle top band senza contratto discografico dell'Inghilterra, battendo altre 3,000 band. Hanno proseguito poi facendo una comparsa live al programma Channel 4's Evo Music Rooms condotto da Edith Bowman insieme alle band Faithless.
Nel dicembre 2011 la band ha partecipato al Rob Brydon Show's Christmas Special (BBC2) insieme a ospiti come Noel Fielding, Sarah Harding, Rhys Darby & Angelos Epithemiou.
Il 26 dicembre 2013 il chitarrista del gruppo Davide Lufrano Chaves è morto a causa di un mieloma multiplo. In suo onore la band ha pubblicato il loro secondo album intitolandolo col suo nome, rendendolo scaricabile gratuitamente dal sito della band con un contributo opzionale all'AIL - Associazione Italiana contro la Leucemia - linformi e mieloma.

## Discografia
- 2009 – Full Attack, with Sudden Defences (UKSustain)
- 2014 – Davide Lufrano Chaves (Sony Music)